# Immortel Amour
Pour plus de détails, voir Fiche technique et Distribution.
Immortel amour (titre original : Miracle in the Rain) est un film américain en noir et blanc réalisé par Rudolph Maté, sorti en 1956. 
Il s'agit de l'adaptation d'une nouvelle du même nom de Ben Hecht (1943).

## Synopsis
Pendant la deuxième guerre mondiale, à New York. Une femme solitaire vivant avec sa mère, rencontre un soldat en permission qui ne connaît pas la ville. Ils tombent amoureux, mais un drame va survenir.

## Fiche technique
- Titre original : Miracle in the Rain
- Titre français : Immortel amour
- Titre québécois : Immortel amour
- Réalisation : Rudolph Maté
- Scénario : Ben Hecht, d'après sa nouvelle du même nom (1943)
- Décors : William Wallace
- Photographie : Russell Metty
- Son : Robert B. Lee
- Montage : Thomas Reilly
- Musique : Franz Waxman
- Producteur : Frank P. Rosenberg
- Société de production et de distribution : Warner Bros.
- Pays de production :  États-Unis
- Langue d'origine : anglais américain
- Format : noir et blanc — 35 mm - 1,37:1 (CinemaScope) — son : mono (RCA Sound Recording)
- Genre : drame romantique, fantastique
- Durée : 108 minutes
- Dates de sortie : 
  - États-Unis : 31 mars 1956
  - France : 17 décembre 1957

## Distribution
- Van Johnson : Arthur 'Art' Hugenon
- Jane Wyman : Ruth Wood
- Peggie Castle : Millie Kranz
- Eileen Heckart : Grace Ullman
- Fred Clark : Steven Jalonik
- Barbara Nichols : Arlene Parker
- Josephine Hutchinson : Agnes Wood
- Marcel Dalio : Marcel, garçon de café
- William Gargan : Harry Wood
- George Givot : le maître d'hôtel